# Mayhemic Destruction
Mayhemic Destruction è il primo album della band thrash metal australiana Mortal Sin.

## Tracce
1. The Curse – 2:22
2. Women in Leather – 4:49
3. Lebanon – 7:22
4. Liar – 4:19
5. Blood, Death, Hatred – 3:54
6. Mortal Slaugther – 3:13
7. Into the Fire – 4:41
8. Mayhemic Destruction – 5:12

## Formazione
- Mat Maurer - voce
- Paul Carwana - chitarra
- Keith Krstin - chitarra
- Andy Eftichiou - basso
- Wayne Campbell - batteria